# 金昌満
金 昌満（キム・チャンマン、1907年 - 1966年）は、朝鮮民主主義人民共和国（北朝鮮）の政治家。延安派に分類される。

## 経歴
咸鏡道永興郡（現：咸鏡南道金野郡）出身。京城（現：ソウル）の中東学校（現：中東高等学校）卒業後中国に渡り、1928年に中山大学を卒業した。1937年12月、中央陸軍軍官学校特別班に入学して、翌年5月に卒業した後、朝鮮義勇隊で活動。1941年に延安において、金枓奉・崔昌益らが結成した朝鮮独立同盟に参加してその幹部となり、中国東北部（旧満州）で抗日運動を行った。
1945年8月15日の日本の敗戦後、朝鮮に帰国して北半部の社会主義体制建設に参加、1946年には北朝鮮労働党宣伝扇動部長となった。1947年には寺洞幹部学校校長に就任し、金日成を民族の指導者とするキャンペーンを行った。朝鮮戦争中の休戦会談では張春山の変名で北朝鮮側の代表団の一員として参加。1956年には教育相に就任。
1956年の政変「8月宗派事件」において、金昌満は金枓奉・崔昌益らの指弾に回り、金日成への忠誠を示して失脚を免れた。1959年の「党歴史執筆要綱討論会」においては、朝鮮独立同盟をはじめとする民族運動・革命運動の諸潮流を否定し、金日成が唯一革命を指導する存在であったとする認識を主張、金日成偶像化に大きな役割を果たしたとされる。
1957年に最高人民会議外交委員長、1961年に朝鮮労働党中央委員会副委員長兼政治委員、1962年に副首相に就任する。
1966年、党中央委員会副委員長兼政治委員であった金昌満は活動を停止。主体思想に違反する宣伝扇動活動を行ったとして粛清されたとされる。

## 人物
日和見主義的な性格の持ち主で、金日成から目をかけてもらえるとなると、延安派を誹謗中傷することがしばしばあり、人に濡れ衣を着せることが何度もあった。